# Burg Unterhausen (Burgstein)
Die Burg Unterhausen ist eine abgegangene Burg im Bereich der Wüstung Burgstein bei dem Dorf Unterhausen in der Gemeinde Lichtenstein im Landkreis Reutlingen in Baden-Württemberg.
Von der nicht lokalisierbaren Burg ist nichts erhalten.